# 델뱅 은딩가
델뱅 샤넬 은딩가(프랑스어: Delvin Chanel N'Dinga, 1988년 3월 14일 ~ )는 마지막으로 몰타 프리미어리그 클럽 발찬에서 미드필더로 활약한 콩고 공화국의 프로 축구 선수이다.

## 구단 경력

### 오세르
은딩가는 CNFF에서 경력을 시작한 후 2003년에 디아블 누아르에 합류했다. 2005년 7월, 그는 디아블 누아르와 프랑스 클럽 오세르와 유럽에서 계약을 맺었다.
2011-12년 시즌에 은딩가는 스페인 클럽 말랑가에 합류한 제레미 툴랄랑의 후임으로 리옹으로 이적하는 것과 관련이 있었다. 오세르와 리옹은 은딩가와 700만 유로에 이적 협상을 진행 중이었으며, 은딩가는 리옹과 4년 계약을 체결했다. 은딩가는 리옹으로의 이적에 대해 "저에게는 좋은 도전이 될 것이며, 과정을 통과할 기회가 될 것이지만 주저하지 않을 것입니다. 이 클럽에서 뛸 가능성이 있지만 주저하지 않을 것입니다. 그렇다면 리옹에 관심이 있는 사람이 있을까요? 관심 있어요!"라고 말했다. 그러나 오세르 클럽 회장 제라르 부르긴은 리옹의 여러 제안을 거절한 후 은딩가의 매각을 거부했다. 협상은 여름 이적 시장 내내 계속되었고, 은딩가는 2015년까지 그를 오세르에 머물게 하는 계약 연장에 서명했다. 얼마 지나지 않아 은딩가는 리옹에 합류하지 않은 것에 대해 슬픔을 표하며 "솔직히 떠난다고 생각했는데 시간이 걸립니다. 마음이 아팠어요. 빨리 집중해서 제 수준을 찾으려 노력합니다."라고 말했다.

### 모나코
2011-12년 시즌 이후 오세르가 리그 1에서 강등된 후, 은딩가는 2012년 7월, 리그 2의 모나코에 600만 유로의 이적료로 합류했다.

### 올림피아코스
2013-14년 시즌 모나코에서 두 번의 리그 경기에 출전한 후, 2013년 8월 31일, 은딩가는 그리스 챔피언 올림피아코스에 임대되어 합류하기 위해 클럽을 떠났다. 그는 내년 여름에 300만 유로의 이적료로 영구 이적할 수 있는 옵션을 가졌다. 그는 2014년 7월에 올림피아코스에서 두 번째 임대 기간을 시작했다. 올림피아코스는 모나코로부터 320만 유로의 이적료로 델뱅을 영입할 예정이다. 은딩가는 모나코에서 올림피아코스로 지난 두 시즌을 임대한 후 여름에 프랑스로 돌아갈 가능성이 높지만, 프랑스 현지 보도에 따르면 여름 이적 시장에서 리그 1로 복귀할 가능성이 높다. 은딩가는 모나코와 계약을 갱신하지 않을 것이며, 생테티엔이 그를 영입하기 위해 극 포지션에 있는 것으로 보인다. 생테티엔 외에도 렌, 릴, 캉도 콩고 공화국의 수비형 미드필더에 관심을 표명했다.

### 로코모티프 모스크바
2015-16년 시즌을 위해 러시아 클럽 로코모티브 모스크바에 임대로 합류한 후, 은딩가는 2016년 5월 11일, 모나코에서 영구 이적하게 되었다.

### 시바스스포르
2017년 9월 7일, 은딩가는 튀르키예 클럽 시바스스포르와 2년 계약을 체결했다.

## 국가대표팀 경력
그는 2007년 6월 8일, 수단과의 2010년 FIFA 월드컵 예선 경기에서 콩고 공화국 국가대표팀의 첫 출전을 기록했다. 그는 2015년 아프리카 네이션스컵에서 국가대표팀을 대표하여 팀이 8강에 진출했다.

## 수상

### 클럽
오세르
- 리그 1 : 3위 (2009-10)
- 쿠프 드 라 리그 : 4강 (2010-11, 2011-12)

 모나코
- 리그 2 : 우승 (2012-13)

 올림피아코스
- 수페르리가 엘라다 : 우승 (2013-14, 2014-15)
- 그리스 컵 : 우승 (2014-15), 4강 (2013-14)

 로코모티프 모스크바
- 러시아 컵 : 우승 (2016-17)